# گنگام
گنگام (به فرانسوی: Guingamp) یک کمون در فرانسه با جمعیت ۷٬۴۷۷ نفر است که در Canton of Guingamp واقع شده‌است.